# Pressione del ventricolo destro

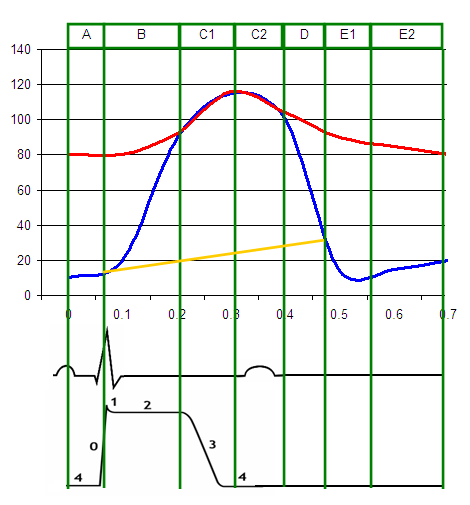
Parte del diagramma di Wiggers.
Rosso = pressione aortica
Blu = pressione ventricolare sinistra
Giallo = pressione atriale sinistra
In basso: traccia elettrocardiografica e diagramma del potenziale d'azione cardiaco

La pressione del ventricolo destro è la pressione del sangue all'interno del ventricolo destro.

## Pressione ventricolare destra
La pressione ventricolare destra evidenzia una differente curva pressione-volume rispetto alla pressione ventricolare sinistra, questo perché il ventricolo destro fa parte e è al centro della piccola circolazione, che parte proprio dal ventricolo destro, si capillarizza a livello degli alveoli polmonari e torna al cuore nell'atrio sinistro tramite le vene polmonari, che trasportano il sangue appena ossigenato.
Questo circuito è definito a bassa pressione infatti in atrio destro abbiamo una media di 2 mmHg (nel sinistro siamo a 5 mmHg), in ventricolo abbiamo una massima di 25 mmHg ( a sinistra 120 mmHg) e in arteria polmonare valori di 25 di massima con una media di 14. La piccola circolazione offrendo resistenze emodinamiche ridotte rispetto a quelle della circolazione sistemica, spiega il motivo per cui il cuore destro sia più "debole" e abbia pareti più sottili nonostante la portata dell'aorta sia uguale a quella delle arterie polmonari.
Il diagramma di Wiggers sarà molto simile in entrambi i ventricoli, ma con curve modificate dalle differenze di pressione presenti all'interno dei due sistemi.